# Équipe cycliste Ventilair-Steria
L'équipe cycliste Ventilair-Steria est une équipe cycliste belge qui participait aux circuits continentaux de cyclisme et en particulier l'UCI Europe Tour de 2004 à 2013.

## Histoire de l'équipe
L'équipe s'appelait Jong Vlaanderen (JVC) du 1er janvier 2012 au 19 juin 2012, puis Bofrost-Steria jusqu'en 2013.
En 2013, l'équipe n'est plus liée à la Région flamande. Elle porte les noms de ses nouveaux sponsors principaux, Ventilair et Steria. L'encadrement de l'équipe est également modifié. Avec les départs d'Andy Missotten vers Topsport Vlaanderen et de Steven De Neef chez Accent Jobs, la direction sportive est désormais exercée par Danny Schets, assisté par Luc Corneillie.
À la fin de la saison 2013, l'équipe est dissoute.

## Principales victoires
- Grand Prix Criquielion (Beyne-Heusay) : Kurt Hovelijnck (2004)
- Circuit de Wallonie : Erik Lievens (2005), Francis De Greef (2007)
- Tour de Berlin : Dominique Cornu (2005)
- Flèche ardennaise : Francis De Greef (2005)
- Circuit Het Nieuwsblad espoirs : Nick Ingels (2005), Dominique Cornu (2006)
- Gooikse Pijl : Jürgen Roelandts (2005), Benjamin Verraes (2011)
- Kattekoers : Greg Van Avermaet (2006)
- Grand Prix de Waregem : Jelle Vanendert (2006)
- Zellik-Galmaarden : Greg Van Avermaet (2006)
- Internationale Wielertrofee Jong Maar Moedig : Greg Van Avermaet (2006)
- Chrono des Nations espoirs : Dominique Cornu (2006)
- Tour de Lleida : Francis De Greef (2007)
- Paris-Tours espoirs : Jürgen Roelandts (2007)
- Grand Prix de la ville de Pérenchies : Steven De Neef (2008)
- Grand Prix de la ville de Geel : Timothy Dupont (2010)
- Tour du Brabant flamand : Benjamin Verraes (2012)

## Classements UCI
En 1999 le classement UCI par équipes est divisé entre GSI, GSII et GSIII. L'équipe est classée en GSIII à sa création en 2004. Les classements détaillés ci-dessous sont ceux de l'équipe en fin de saison. Les coureurs demeurent en revanche dans un classement unique.
| Saison | Classement par équipes | Meilleur coureur au classement individuel |
| ------ | ---------------------- | ----------------------------------------- |
| 2004   | 36e (GSIII)            | Sven Renders (782e)                       |

À partir de 2005, avec la réforme, l'équipe participe aux circuits continentaux et principalement à des épreuves de l'UCI Europe Tour. Les tableaux ci-dessous présentent les classements de l'équipe sur les différents circuits, ainsi que son meilleur coureur au classement individuel.
UCI Africa Tour
| Saison | Classement par équipes | Meilleur coureur au classement individuel |
| ------ | ---------------------- | ----------------------------------------- |
| 2009   | 10e                    | Joeri Calleeuw (8e)                       |
| 2013   | 20e                    | Joeri Calleeuw (188e)                     |

UCI Europe Tour
| Saison | Classement par équipes | Meilleur coureur au classement individuel |
| ------ | ---------------------- | ----------------------------------------- |
| 2005   | 45e                    | Dominique Cornu (153e)                    |
| 2006   | 36e                    | Jelle Vanendert (102e)                    |
| 2007   | 39e                    | Francis De Greef (96e)                    |
| 2008   | 72e                    | Steven De Neef (269e)                     |
| 2009   | 75e                    | Sven Vandousselaere (327e)                |
| 2010   | 48e                    | Timothy Dupont (120e)                     |
| 2011   | 63e                    | Benjamin Verraes (214e)                   |
| 2012   | 44e                    | Timothy Dupont (129e)                     |
| 2013   | 51e                    | Timothy Dupont (40e)                      |

## Ventilair-Steria en 2013

### Effectif
| Cycliste                  | Date de naissance | Nationalité | Équipe 2012         |
| ------------------------- | ----------------- | ----------- | ------------------- |
| Joeri Calleeuw            | 05.08.1985        | Belgique    |                     |
| Michael Cools             | 12.09.1994        | Belgique    | Avia Fuji Youth     |
| Timothy Dupont            | 01.11.1987        | Belgique    | Bofrost-Steria      |
| Joaquim Durant            | 29.01.1991        | Belgique    | Bofrost-Steria      |
| Jeroen Lepla              | 13.08.1990        | Belgique    | Bofrost-Steria      |
| Jeff Luyte                | 09.10.1992        | Belgique    | Versluys            |
| Daniel Peeters            | 19.08.1993        | Belgique    | Telenet-Fidea       |
| Ruben Pols                | 03.11.1994        | Belgique    |                     |
| Rutger Roelandts          | 29.12.1992        | Belgique    |                     |
| Brecht Ruyters            | 14.05.1993        | Belgique    | Bofrost-Steria      |
| Dylan Teuns               | 01.03.1992        | Belgique    | Bofrost-Steria      |
| Francesco Van Coppernolle | 16.04.1991        | Belgique    | Bofrost-Steria      |
| Kevin Van Hoovels         | 31.07.1985        | Belgique    | Bofrost-Steria      |
| Bert Van Lerberghe        | 29.09.1992        | Belgique    | Bofrost-Steria      |
| Frederik Vandewiele       | 11.02.1991        | Belgique    |                     |
| Evert Vandromme           | 20.01.1993        | Belgique    |                     |
| Tim Vanspeybroeck         | 08.03.1991        | Belgique    | Ovyta-Eijssen-Acrog |
| Emiel Wastyn              | 01.01.1992        | Belgique    | Bofrost-Steria      |

### Victoires
| Date       | Course                           | Pays   | Classe | Vainqueur      |
| ---------- | -------------------------------- | ------ | ------ | -------------- |
| 11/04/2013 | 2e étape du Tour du Loir-et-Cher | France | 2.2    | Jeroen Lepla   |
| 27/04/2013 | 3e étape du Tour de Bretagne     | France | 2.2    | Timothy Dupont |
| 29/04/2013 | 5e étape du Tour de Bretagne     | France | 2.2    | Timothy Dupont |